# Enza Rossano
Enza Rossano (Napoli, 18 settembre 1953) è una giocatrice di bridge italiana.

## Carriera
A livello internazionale ha vinto un Campionato del Mondo Coppie Miste (Lille 1998), un Campionato Unione Europea Squadre Miste (Salsomaggiore Terme 1998), un Transnational Special Mixed Teams (Hammamet 1997), un Campionato Unione Europea Coppie Miste (Ostenda 1996).
A livello nazionale ha vinto 19 medaglie d’oro, 14 d’argento e 14 di bronzo.
Accreditata come  World Life Master WBF, European Grand Master EBL, Italian Grand Master FIGB.

## Vita privata
Attualmente vive a Torino e gioca con Antonio Vittorio Vivaldi formando una delle coppie miste più forti del mondo.

## Principali tornei di bridge vinti

### International Championships
- 1998, World Mixed Pairs
- 1998, European Mixed Teams
- 1997, Transnational Special Mixed Teams
- 1996, European Mixed Pairs

### Italian Championships
- 2025, Senior Open Pairs
- 2025, Women Teams
- 2024, Senior Women Pairs
- 2024, Senior Mixed Teams
- 2024, Women Teams
- 2023, Senior Mixed Pairs
- 2022, Senior Open Teams
- 2022, Senior Mixed Teams
- 2021, Women Pairs
- 2020, Women Teams
- 2019, Open Teams
- 2017, Open Teams
- 2004, Mixed Teams
- 2004, Mixed Pairs
- 2003, Mixed Pairs
- 2002, Open Cup
- 2002, Open Pairs
- 2000, Open Cup
- 1997, Mixed Pairs